# Tour de Flandes 1919
El Tour de Flandes 1919 és la tercera edició del Tour de Flandes, cursa que es torna a disputar després de cinc anys per culpa de la Primera Guerra Mundial. A partir d'aquest any s'ha disputat ininterrompudament fins a l'actualitat, fins i tot durant la Segona Guerra Mundial.
La cursa es disputà el 23 de març de 1919, amb inici i final a Gant i un recorregut de 230 quilòmetres, que ja incloïa les ascensions a Tiegemberg i Kwaremont. El vencedor final fou el belga Henri van Lerberghe, que s'imposà en solitari en la meta de Gant.

## Classificació final
|    | Ciclista                  | Equip             | Temps      |
| -- | ------------------------- | ----------------- | ---------- |
| 1  | Henri van Lerberghe (BEL) | Legnano-Pirelli   | 7h 41' 18" |
| 2  | Léon Buysse (BEL)         |                   | + 14' 00"  |
| 3  | Jules van Hevel (BEL)     |                   | m. t.      |
| 4  | Frits Wiersma (NED)       |                   | m. t.      |
| 5  | Albert Dejonghe (BEL)     |                   | m. t.      |
| 6  | Aviel Cocquyt (BEL)       |                   | m. t.      |
| 7  | Alois Verstraeten (BEL)   | Bianchi - Pirelli | m. t.      |
| 8  | Laurent Seret (BEL)       |                   | + 21' 52"  |
| 9  | Theodore Arvent (BEL)     |                   | + 23' 00"  |
| 10 | Basile Matthys (BEL)      |                   | + 26' 00"  |